# Essa Ali
Issa Ali Al-Bloushi (Dubai, 2 aprile 1981) è un calciatore emiratino, centrocampista del Al-Nasr Sports Club.